# Teleregione Molise
Teleregione (fino a marzo 2022 Teleregione Molise) è una rete televisiva privata del Molise e dell'Abruzzo.

## Storia
Nasce nel 1979 come TV1, e inizialmente si limita a ripetere il segnale della rete abruzzese TVQ dalla sede di Via Sicilia a Campobasso.
Sei anni dopo, arriva un importante rinnovamento: essa diventa Tele Radio Campobasso e comincia a dotarsi di una programmazione generalista, con grande attenzione per lo sport, legata soprattutto al capoluogo di regione e alla provincia, dove irradia il suo segnale con una tv e una radio. Il logo, non usato in video, riprende in parte la merlatura del Castello Monforte. 
Negli anni '90 essa si affilia a Supersix e inizia a estendere il suo segnale all'intera regione. Per questo nel 1998 essa cambia nome e prende quello attuale. In tale anno si affilia anche al canale all-news del gruppo Sitcom Italia News Network, per il quale produce fino al 2001 lo spazio di 30' dedicato al Molise, curato tra gli altri dal caporedattore Domenico Iannacone, che in seguito lavorerà in RAI.
Attualmente, il canale è di proprietà dell'azienda isernina Europea 92, e forma una sinergia insieme al quotidiano Primo Piano Molise e a Radio Hollywood, che condividono la stessa sede di Campobasso. Inoltre è stato affiliato a Canale Italia.
Il suo mux in DTT irradia il canale principale, la versione +1, Teleregione Molise Sport, Teleregione Molise News e Radio Hollywood.
Da aprile 2022 trasmette in alta definizione, sull'LCN 17 in Molise e in Abruzzo, cambiando nome in Teleregione e dando molto spazio nella programmazione anche alla regione limitrofa, dove ha anche aperto delle sedi di corrispondenza.